# Sorombéo
Sorombéo (ou Zorombiom) est un village de la Région du Nord au Cameroun, près de la frontière tchadienne. Il fait partie de la commune de Madingring dans le département du Mayo-Rey.

## Population
Lors du recensement de 2005, la localité comptait 1 446 habitants.  On y parle notamment le kuo, une langue des Grassfields.

## Économie
Le village de Sorombéo dispose d'un marché périodique comme c'est également le cas dans les localités de Gor, Bongo et de Djemadjou